# Adrian Brunel
Adrian Brunel (Brighton, 4 settembre 1892 – Gerrards Cross, 18 febbraio 1958) è stato un regista cinematografico e sceneggiatore inglese.

## Biografia
Figlio di una insegnante di recitazione, Adrian Brunel frequentò fin da giovanissimo l'ambiente teatrale e iniziò presto a scrivere commedie. Dopo gli studi all'Harrow School, lavorò dapprima come giornalista, iniziò a lavorare nel campo del nascente cinema. Nel 1916 fondò con un amico la casa di produzione Mirror Films, che produsse un solo film, The Cost of a Kiss (1917).
Nel 1920 Brunel si associò con l'attore Leslie Howard e l'autore A.A. Milne fondando la Minerva Films, che produsse sei commedie di cortometraggio nei due anni successivi. Nel  1923 diresse il film The Man Without Desire, con Ivor Novello.
Fra il 1923 e il 1925, Brunel diresse una serie di cortometraggi del genere della commedia sofisticata, come produzioni indipendenti. La popolarità incontrata da questo genere attirò l'attenzione dell'industria cinematografica e i film successivi furono prodotti dalla  Gainsborough Pictures.
Fra il 1926 e il 1929 Brunel diresse per la Gainsborough cinque film, produzioni ad alto budget e con interpreti prestigiosi: Blighty, ambientato durante la prima guerra mondiale, The Constant Nymph e The Vortex, con Ivor Novello come protagonista, A Light Woman con Benita Hume eThe Crooked Billet.
Con l'avvento del sonoro, la carriera di Brunel si interruppe. In questo periodo, Brunel scrisse un libro intitolato Filmcraft: The Art of Picture Production, pubblicato nel 1933.
Tornato alla regia nel 1933, nei quattro anni successivi diresse 17 film, soprattutto per la Fox inglese, di cui sono sopravvissuti solo pochi titoli.
Dopo un cortometraggio di propaganda, The Girl Who Forgot del 1940, Brunel mise fine alla sua carriera registica, anche se continuò a collaborare a titolo di favore con l'amico Leslie Howard per Il primo dei pochi (1942) e Sesso gentile (1943).
Nel 1949 pubblicò un'autobiografia, Nice Work.
Dopo decenni di oblio, il lavoro di Brunel come regista è stato riscoperto e rivalutato. Molti dei suoi primi film sono andati persi e sono oggi oggetto di ricerche; il British Film Institute include due dei film di Brunel, The Crooked Billet (1929) e Badger's Green (1934), nella sua lista dei 75 film perduti più ricercati .
Morì di cancro nel 1958 e il corpo fu cremato.

## Filmografia

### Regista
- The Cost of a Kiss (1917)
- Twice Two (1920)
- The Bump (1920)
- Five Pounds Reward (1920)
- Bookworms (1920)
- Too Many Cooks (1921)
- The Temporary Lady (1921)
- The Shimmy Sheik (1923)
- Two-Chinned Chow (1923)
- The Man Without Desire (1923)
- Yes, We Have No - ! (1923)
- Sheer Trickery (1924)
- Lovers in Araby (1924)
- Crossing the Great Sagrada
- The Pathetic Gazette (1924)
- The Blunderland of Big Game (1925)
- So This Is Jollygood (1925)
- Cut It Out (1925)
- Battling Bruisers (1925)
- A Typical Budget (1925)
- Blighty (1927)
- The Constant Nymph (1928)
- The Vortex (1928)
- A Light Woman (1928)
- The Crooked Billet (1929)
- I'm an Explosive (1933)
- Follow the Lady (1933)
- Taxi to Paradise (1933)
- Two Wives for Henry (1933)
- The Laughter of Fools (1933)
- Little Napoleon (1933)
- Important People (1934)
- Badger's Green (1934)
- Menace (1934)
- City of Beautiful Nonsense (1935)
- Cross Currents (1935)
- While Parents Sleep (1935)
- Variety (1935)
- Vanity (1935)
- Carambola d'amore (The Invader) (1935)
- Prison Breaker (1936)
- Love at Sea (1936)
- The Rebel Son, co-regia di Albert de Courville e Alexis Granowsky (1938)
- The Lion Has Wings, co-regia di Brian Desmond Hurst, Michael Powell e, non accreditato, Alexander Korda (1939)
- The Girl Who Forgot (1940)
- Salvage with a Smile (1940)

### Sceneggiatore
- The Usurper, regia di Duncan McRae (1919)
- The Auction Mart, regia di Duncan McRae (1920)
- The Face at the Window, regia di Wilfred Noy (1920)
- Too Many Cooks, regia di Adrian Brunel (1921)
- The Temporary Lady
- The Shimmy Sheik
- Two-Chinned Chow
- The Man Without Desire
- Yes, We Have No - !
- Sheer Trickery
- Lovers in Araby, regia di Adrian Brunel (1924)
- Crossing the Great Sagrada, regia di Adrian Brunel (1924)
- The Pathetic Gazette, regia di Adrian Brunel (1924)
- Detective Bonzo and the Black Hand Gang, regia di George Ernest Studdy (1924)
- Il furfante (The Blackguard), regia di Graham Cutts (1925)
- The Blunderland of Big Game, regia di Adrian Brunel (1924)
- So This Is Jollygood
- Cut It Out, regia di Adrian Brunel (1925)
- Battling Bruisers, regia di Adrian Brunel (1925)
- A Typical Budget (1925)
- Topical Bonzette
- Polar Bonzo
- Bonzo in the Army
- Land of Hope and Glory, regia di Harley Knoles (1927)
- The Constant Nymph, regia di Adrian Brunel  (1928)
- A Light Woman, regia di Adrian Brunel  (1928)
- Parla elstree
- I'm an Explosive
- Follow the Lady
- Taxi to Paradise
- The Laughter of Fools
- Little Napoleon
- Cross Currents, regia di Adrian Brunel (1935)
- Variety, regia di Adrian Brunel (1935)
- Vanity, regia di Adrian Brunel (1935)
- Il trionfo della Primula Rossa
- The Rebel Son
- The Lion Has Wings
- Salvage with a Smile
- Yellow Caesar

### Attore
- The Face at the Window, regia di Wilfred Noy (1920)
- The Man Without Desire, regia di Adrian Brunel (1923)
- Lovers in Araby, regia di Adrian Brunel (1924)
- Crossing the Great Sagrada, regia di Adrian Brunel (1924)
- The Pathetic Gazette, regia di Adrian Brunel (1924)
- Cut It Out, regia di Adrian Brunel (1925)
- Battling Bruisers, regia di Adrian Brunel (1925)
- A Typical Budget (1925)